# Policía Nacional de la República Dominicana
La Policía Nacional Dominicana (PN), denominada Policía Nacional, es un cuerpo armado, técnico, profesional, de naturaleza 
policial, principal responsable de la vigilancia policial y seguridad ciudadana de todo el territorio nacional, se encarga además, a través de sus numerosas unidades especiales, de investigaciones contra el crimen organizado, terrorismo, penales, judiciales, investigación y persecución de los delitos relacionados con las drogas, y asuntos relacionados con el orden público. Se rige bajo la autoridad del Presidente de la República Dominicana y del Ministerio del Interior y Policía de la República Dominicana. Obediente al poder civil, apartidista y sin facultad, en ningún caso, para deliberar.

## Misión
La Policía Nacional tiene por misión según un extracto de la definición y misión, según lo establece la Constitución de la República Dominicana en su Artículo 255.:
1. Salvaguardar la seguridad ciudadana;
2. Prevenir y controlar los delitos;
3. Perseguir e investigar las infracciones penales, bajo la dirección legal de la autoridad competente;
4. Mantener el orden público para proteger el libre ejercicio de los derechos de las personas y la convivencia pacífica de conformidad con la Constitución y las leyes.

Este cuerpo también se rige por la ley "590-16", y según esta última en su Artículo 5.
La Policía Nacional tiene por misión lo siguiente:
1. Proteger la vida, la integridad física y la seguridad de las personas;
2. Garantizar el libre ejercicio a los derechos y libertades;
3. Prevenir acciones delictivas, perseguirlas e investigarlas bajo la dirección del Ministerio Público;
4. Preservar el orden público;
5. Velar por el respeto a la propiedad pública y privada;
6. Prestar el auxilio necesario al Poder Judicial, al Ministerio Público, y   a otras autoridades para el cumplimiento de la ley y el desempeño de sus funciones;
7. Promover la convivencia ciudadana;
8. Colaborar con la comunidad en la identificación y solución de los problemas de seguridad ciudadana, a fin de contribuir a la consecución de la paz social.

## Reseña histórica
Durante la ocupación norteamericana en Santo Domingo de 1916 a 1924, las tropas norteamericanas crearon una institución militar denominada como ‘’Guardia Nacional’’, cuerpo castrense que funcionaba como agencia de defensa y policía, sentando las bases de la actual policía nacional.
El congreso dominicano emitió la ley 14 del 5 de noviembre de 1930 , la cual le permitía al líder de la República Dominicana nombrar y destituir jefes locales de policía. Dentro de los seis años que siguieron, la República Dominicana tuvo varios oficiales de policía municipales. La Fuerza Nacional de Policía  (tal y como es hasta el día de hoy)  no fue formada oficialmente si no hasta el 2 de marzo de 1936 con la aprobación congresional del decreto n.º 1523. Al surgir una nueva fuerza nacional de policía, el coronel Miguel A. Roman fue nombrado jefe de la Policía Nacional.

## Entrenamiento
El 17 de mayo de 1966 se creó una escuela de entrenamiento general para militares y oficiales de policía. Dos años después, el 20 de junio de 1968 la escuela de entrenamiento para oficiales de policía fue establecida en San Cristóbal bajo la dirección de su primer director, Eulogio Benito. Más tarde, la orden general n.º 014-2004 le dio a la academia el nombre de  "Escuela Nacional de Seguridad Pública" cuyo lema es "Educación-Disciplina-Protección."
En enero de 1983 fue creada una escuela de investigación criminal para proveer entrenamiento avanzado a oficiales de policía que ocuparan el puesto de investigadores dentro de la policía nacional. La necesidad de entrenar y educar a los oficiales de Policía fue importante, tanto así,  que fueron creados programas de educación continua y varias escuelas de entrenamiento avanzado en distintas disciplinas para oficiales de policía que todavía siguen funcionando hasta al día de hoy.
Tan importante es el entrenamiento para la policía que la ley 590-16, establece en su Artículo 8 de Formación Continua: "La instrucción y educación de los miembros de la Policía Nacional es obligatoria, integral, continua y progresiva, desde el ingreso hasta la culminación de la carrera policial". Punto que también se pondera en el Artículo 14 de Principios Fundamentales de Actuación, párrafo 6 sobre Proporcionalidad: "Ejercer sus actuaciones en base a los conocimientos adquiridos dentro el proceso de su formación continua".  entre otros.

## Divisiones
- División de Homicidios

La orden general número 47 creó la división de homicidios en enero del año 1941 y fue denominada como " Unidad de Identificación e Investigación". En 1976 el nombre de la unidad fue cambiado a "departamento de Investigaciones de Homicidios". La unidad no solo es responsable de investigar homicidios o asesinatos sino también todo lo concerniente a suicidios heridas de bala y todo tipo de muertes por causas desconocidas en República Dominicana.
- DICRIM (Dirección Central De Investigaciones Criminales)

Es la división encargada de realizar las investigaciones de los actos delictivos.
- DICAN (Dirección Central Anti narcóticos)

Era la división encargada de realizar la persecución e investigación de todas las actividades relacionadas con drogas. Creada mediante la Orden Especial 024-2008, se creó el 31 de mayo de 2008 la Dirección Central de Narcóticos (Dican) y Eliminada el 3 de febrero de 2021, por instrucción del presidente de la República Dominicana, Luis Abinader al ministro de Interior y Policía, Jesús Vásquez Martínez para convocar al Consejo Superior de la Policía para que derogue el párrafo cinco de la Orden Especial 024-2008, ya que representaba una duplicidad de funciones con la Dirección Nacional de Control de Drogas, organismo ejecutivo creado con la facultad de prevenir y reprimir el consumo, distribución y tráfico ilícito de drogas y sustancias controladas en el país la decisión de su eliminación se tomó el 3 de febrero del 2021.
- DICAI (Dirección Central de Asuntos Internos)

Es la división encargada de realizar la investigaciones de las inconductas cometidas por los miembros de la policía nacional, tales como la corrupción y los servicios irregulares así también con los que empañen la moral y la ética.
- DIGESETT (Dirección General de Seguridad de Tránsito y Transporte Terrestre)

Es la dirección técnica y especializada que tiene la responsabilidad de viabilizar, fiscalizar, supervisar, ejercer el control y vigilancia en las vías públicas, y velar por el fiel cumplimiento de las disposiciones de la ley tránsito y sus reglamentos.
- DICAT (Departamento de Investigaciones de Crímenes de Alta Tecnología)

Es la división encargada de realizar las investigaciones relacionadas con crímenes cibernéticos, tales como fraude electrónico, extorsión, suplantación de identidad, entre otros.
- Policía Científica

Es la división encargada de realizar todas las pruebas científicas en las escenas de los crímenes, con el fin de ayudar a esclarecer las situaciones en las que ocurrieron los hechos delictivos y quienes estuvieron involucrados.
- Policía Preventiva

Es la división encargada de coordinar las operaciones policiales.

## Policía Turística
Esta dirección como una dependencia directa de la Policía Nacional, trabajamos alineados a la misión, visión y valores, dentro del marco legal, del reglamento de aplicación de la ley 590-16 en la subsección I Art. 49 expresa que la Dirección Central de Policía de Turismo (POLITUR). Es el órgano encargado de proporcionar y garantizar la seguridad ciudadana en el sector turístico dominicano, mediante acciones de prevención, protección y orientación hacia los turistas nacionales o extranjeros que visitan los monumentos, instalaciones y zonas turísticas del país.

## Unidades Especiales
- SWAT

Esta unidad de élite de la Policía Nacional tiene como misiones la intervención en casos de secuestro, toma de rehenes, contraterrorismo, la detención de criminales especialmente violentos o peligrosos, motines y la protección de personalidades. Es la unidad de élite de tácticas y armas especiales, también la primera unidad de respuesta rápida en cuanto a operaciones de alto riesgo.
Las operaciones en las que interviene esta unidad son aquellas que otros miembros de la Policía Nacional no pueden realizar debido a su alta peligrosidad o en las que se exige una especial cualificación y preparación.
Refiriéndose a sus funciones son:
1. Liberación de personas secuestradas o tomadas como rehenes.
2. Reducción o neutralización de los integrantes de bandas terroristas, grupos armados o delincuentes peligrosos.
3. Apertura y entrada en los lugares utilizados por los componentes de bandas terroristas y de grupos de delincuencia organizada.
4. Ejecutar los dispositivos de protección de personas y bienes que se les encomienden y precisen una especial cualificación.
5. Prestar servicio de seguridad en las sedes de las representaciones diplomáticas y consulares en República Dominicana y el extranjero, cuando se considere oportuno.
6. Realizar reconocimientos subacuáticos tendentes a la búsqueda de víctimas, artefactos explosivos o cualquier otro efecto utilizado para la comisión de un hecho delictivo.
7. Realizar cualquier servicio cuya ejecución precise una especial cualificación.
- Antimotines

Es la unidad designada para disolver protestas y manifestaciones que alteren el orden público.
- Toppo

Es la unidad designada para protestas de alto nivel.
- Lince

Es la unidad especial encargada de dar respuesta táctica a situaciones de gran escala.

## Rangos

### Suboficiales y Tropa de la Policía
| País                 | Tropa | Suboficiales | Suboficiales   | Suboficiales | Suboficiales |
| -------------------- | ----- | ------------ | -------------- | ------------ | ------------ |
| República Dominicana |       |              |                |              |              |
| Raso                 | Cabo  | Sargento     | Sargento Mayor |              |              |

### Oficiales y Generales de la Policía
| País                 | Aspirante a Oficial                                              | Oficiales Subalternos | Oficiales Subalternos | Oficiales Subalternos | Oficiales Superiores | Oficiales Superiores | Oficiales Superiores | Oficiales Generales | Oficiales Generales |  |
| -------------------- | ---------------------------------------------------------------- | --------------------- | --------------------- | --------------------- | -------------------- | -------------------- | -------------------- | ------------------- | ------------------- |  |
| República Dominicana | Estudiantecadetewikifixed                                        |                       |                       |                       |                      |                      |                      |                     |                     |  |
| República Dominicana | Escuela de Cadetes                                               | Segundo Teniente      | Primer Teniente       | Capitán               | Mayor                | Teniente Coronel     | Coronel              | General de Brigada  | Mayor General 1     |  |
| República Dominicana | 1 El rango más alto dentro de la Policía es el de Mayor General. |                       |                       |                       |                      |                      |                      |                     |                     |  |

## Vehículos
Las patrullas de la Policía Nacional consisten en: motocicletas, camionetas de doble cabina y camiones. Las marcas de los vehículos varían entre Toyota, Mazda, Isuzu, Nissan, Ford y Mitsubishi.

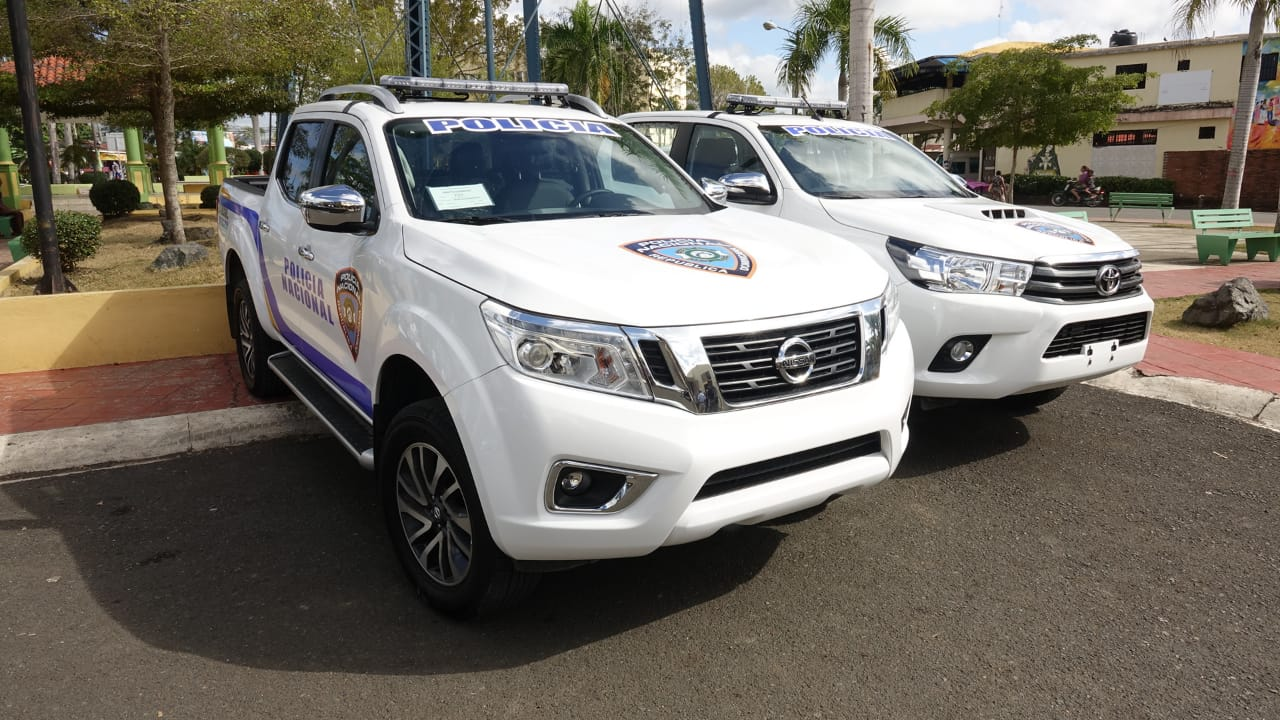
Antiguas Camionetas.

## Aeronaves
La Policía opera 2 helicópteros, y 1 avioneta
| Aeronave            | Origen         | Tipo                          | Versiones | En servicio | Notas |
| ------------------- | -------------- | ----------------------------- | --------- | ----------- | ----- |
| Bell OH-58 Kiowa    | Estados Unidos | Helicóptero de observación    | OH-58A    | 1           |       |
| Eurocopter Ecureuil | Francia        | Helicóptero utilitario ligero | AS-350B   | 1           |       |
| Cessna 172 Skyhawk  | Estados Unidos | Aeroplano utilitario          | Ce172     | 1           |       |

## Controversias
Las sombras que persiguen a la institución derivan desde la dictadura del Régimen de Rafael Leonidas Trujillo, y Joaquín Balaguer sus dos principales periodos de gobierno, los esfuerzos inconsistentes de los gobiernos posteriores para normalizar la situación de miedo y pánico que sufren los ciudadanos dominicanos cada vez que ven una patrulla policial parada en un lugar oscuro o en un retén, aún permanecen en la memoria, a pesar de que los incidentes parecieran disminuir al no publicarse en la prensa muchos de ellos. 

### Ejecuciones Extrajudiciales
En el año 2011  Amnistía Internacional publicó su reporte “CÁLLATE SI NO QUIERES QUE TE MATEMOS”  VIOLACIONES DE DERECHOS HUMANOS COMETIDAS POR LA POLICÍA EN REPÚBLICA DOMINICANA
Durante años, la institución del orden ha sido salpicada por diversos escándalos en los cuales han participado miembros activos de la institución, exmiembros, miembros de la policía que han cometido crímenes y han sido incorporados, y otros que han sido expulsados de diferentes instituciones del Estado dominicano. Sin embargo, lo más indignante son las ejecuciones extrajudiciales, las cuales sobrepasan las 1,919 desde el año 2004 a la fecha, según la informaciones recabadas por la investigación periodística Patrulla Letal del periódico Diario Libre con el eslogan "La parte oculta de los intercambios de disparos de la República Dominicana", la uniformada se muestra renuente a suministrar las informaciones sobre los distintos casos reportados los cuales solo llegan al nivel de prisión preventiva y nunca se juzgan usualmente lo cual permite que los agentes del llamado escuadrón de la muerte continúen en la institución del orden, ocultando sistemáticamente la  información de los casos diciendo ante la prensa que están en proceso de investigación cuando muchos de los plazos legales prescriben, a causa de las grandes fallas u omisión  en la recolección de evidencia, ocultamiento sistemático de pruebas, razones por la cuales prácticamente ningún proceso investigativo tiene éxito judicial, sin olvidar que los policías asignados al ministerio público han permitido que se pierdan muchos de los expedientes, pruebas acusatorias e incluso las armas utilizadas en los hechos bajo investigación.
A pesar de las numerosas denuncias por parte de los Comisión Nacional de los Derechos Humanos (CNDH-RD) y los reportes ante el Consejo de Derechos Humanos de las Naciones Unidas por el organismo local y ciudadanos, aún la Comisión  ha sufrido intervenciones telefónicas sin autorización judicial cuando trabaja para que los imputados se entreguen ante la justicia dominicana, por lo que muchos de los imputados más buscados suelen entregarse ante los canales de televisión, dichas intervenciones ha frustrado múltiples negociaciones en la actualidad dado que impiden la comunicación del organismo con los negociadores de dicha comisión.